# Sphenoptera anchorata
Sphenoptera anchorata es una especie de escarabajo del género Sphenoptera, familia Buprestidae. Fue descrita científicamente por Bílý en 1996.

## Distribución
Habita en la región paleártico.